# Кожедуб Іван Микитович
Іва́н Мики́тович Кожеду́б (8 червня 1920, Ображіївка, Глухівський повіт, Чернігівська губернія, нині Сумська область, Україна — 8 серпня 1991, Москва, РРФСР, СРСР) — український радянський військовий діяч, пілот-винищувача, найрезультативніший ас у авіації Антигітлерівської коаліції за весь час Другої світової війни. На його рахунку 64 повітряні перемоги. Маршал авіації. Тричі Герой СРСР (4.02.1944, 19.08.1944, 18.08.1945; єдиний українець із трьома золотими зірками Героя СРСР). Маршал авіації (1985). Депутат Верховної Ради СРСР 2—5-го скликань. Народний депутат СРСР (1989—1991).

## Життєпис

### Молодість та навчання
Народився в родині селянина Микити Кожедуба в селі Ображіївка (зараз Сумська область, Україна). Батько — Микита Іларіонович Кожедуб походив із станового українського козацтва.

У своїй книзі під назвою «Вірність Вітчизні» Іван Кожедуб згадував, що в дитинстві міг загинути в Десні:
Хлопці в розлив вирушили на човні на дальній острів і ввечері при сильному вітрі поверталися в село. Поривом вітру човен розвернуло поперек хвилі і перевернуло. Опинившись в холодній воді, діти попливли до дерева, що опинилося поблизу, і вилізли на гілки. До ночі ті, хто врятувався, почали замерзати, і друг Іванка Андрійко потонув. Та й самого Іванка здуло з гілки вітром, коли він, знесилившись, не зміг триматися. Впавши у воду, Іванко відразу пішов на дно. Дивним у його порятунку було те, що в цей час як раз підійшла допомога на баркасі, де був брат Іванка Олександр. Він встиг помітити, куди впав Іван і, пірнувши, врятував його. Того дня маленький Іван пережив першу важку втрату у своєму житті. А скільки ще доля йому готувала… 
Закінчивши у рідному селі семирічну школу, вступив у 1934 р. до школи робітничої молоді в Шостці. Восени 1936 року розпочав навчання в Шосткинському хіміко-технологічному технікумі і одночасно в місцевому аероклубі.
У Червоній Армії з 1940 року. У 1941 закінчив Чугуївську військову авіаційну школу льотчиків. Служив в ній інструктором. Залишаючись у школі льотним інструктором, він продовжував готувати пілотів після того, як восени 1941 року школа була змушена евакуюватися до Чимкенту через німецьке вторгнення до СРСР, поки його не відправили до Москви в листопаді 1942 року. Там він був відправлений до 240-го винищувального авіаційного полка, але на фронт він прибув лише тоді, коли в березні 1943 року на Воронезький фронт не була перекинута 302-а винищувальна авіаційна дивізія.

### Німецько-радянська війна
З початком німецько-радянської війни разом з авіашколою евакуйований на станцію Манкент Південноказахстанської області Казахської РСР. Після численних рапортів з проханням відправити на фронт його бажання задовольнили лише у 1943 році.
На фронті з березня 1943 року, коли у складі дивізії прибув на Воронезький фронт. Учасник Курської битви, битви за Дніпро, Нижньодніпровської, Корсунь-Шевченківської та Умансько-Ботошанської наступальних операцій, повітряного бою на ближніх підступах до Румунії в травні-червні 1944 року, Білоруської, Прибалтійської, Вісло-Одерської, Східнопомеранської, Берлінської наступальних операцій. Свій перший бойовий виліт зробив 26 березня 1943 року, але невдало: його Ла-5 отримав пошкодження в бою, а при поверненні ще й був обстріляний радянською зенітною артилерією. З великими труднощами Кожедуб довів винищувач до аеродрому і зробив посадку. Місяць літав на старих машинах, поки не отримав новий Ла-5. Пізніше воював на Степовому фронті.
Бойовий рахунок молодший лейтенант Кожедуб відкрив 6 липня 1943 року в ході битви на Курській дузі, збивши бомбардувальник Ju 87.
Першою зіркою Герой Радянського Союзу був нагороджений 4 лютого 1944 року за 146 бойових вильотів та 20 збитих літаків противника з формулюванням «Зразкове виконання бойових завдань командування на фронті боротьби з німецькими загарбниками і виявлені при цьому відвагу та геройство». Другої медалі «Золота Зірка» удостоєний 19 серпня 1944 року за 256 бойових вильотів та 48 збитих літаків супротивника. Після цього був переведений на пост заступника командуючого 176-го гвардійського авіаційного полку, де йому рідко доручали конкретні місії супроводу інших літаків або забезпечення повітряної підтримки військ, що дозволяло Кожедубу та його підлеглим отримувати більше повітряних перемог. У середині лютого 1945 року під час виконання місії зі своїм веденим та земляком-українцем Дмитром Титаренком Кожедуб збив реактивний літак Ме-262, ставши першим радянським льотчиком, який зробив це. Під час зіткнення Кожедуб і Титаренко вирушили на вільне полювання в районі на південь від Франкфурта, де зустріли Me 262; спочатку летячи на малій швидкості, Кожедуб швидко набрав повну швидкість, а потім збив його після того, як він нахилився ліворуч і сповільнився, наляканий трасуючими снарядами, випущеними Титаренком.
В автобіографії стверджував, що в 1945 році сам збив два американські літаки P-51 Mustang ВПС США, які атакували його, прийнявши за німецький літак.

#### Тричі Герой Радянського Союзу
Будучи номінованим на третю золоту зірку в травні 1945 року, 18 серпня 1945 року він став тричі Героєм Радянського Союзу. До кінця війни гвардії майор Кожедуб здійснив 330 бойових вильотів, у 120 повітряних боях збив 64 літаки противника (сюди не входять 2 американських P-51, збиті ним весною 1945 року). Свій останній бій, в якому збив два FW-190, провів у небі над Берліном.

#### Тактична методологія Кожедуба
Віддаючи перевагу коротким, інтенсивним атакам, щоб оглушити та збити ворожі літаки, однією з його улюблених технік, які він розробив та використав у війні, був метод кидка на ціль знизу та згодом відкривати вогонь лише з дуже близької відстані; тоді як Кожедуб дуже успішно застосував цю тактику проти пікіруючого бомбардувальника Ju-87, що дозволило йому загалом збити 18 подібних (зрівнявши його з Арсенієм Ворожейкіним за найбільшою кількістю збитих літаків такого типу). Однак, оскільки цей маневр був настільки ризикованим, його не підвищували та не навчали молодих льотчиків. Він ніколи не був збитий на війні, хоча його літак пошкоджували кілька разів в бою; тим не менш, йому завжди вдавалося посадити свій літак, незважаючи на отримані пошкодження.

### Після Другої світової. Війна в Кореї
Після війни працював на відповідальних посадах у Військово-повітряних силах СРСР. Після повернення в СРСР Кожедуб навчався у Військово-повітряній академії в Моніно, яку закінчив у травні 1949 року і спочатку мав бути заступником командира 31-ї винищувальної авіаційної дивізії, що базувалась в Баку, але завдяки високому статусу замість цього був перепризначений до 324-ї винищувальної авіаційної дивізії за наказом згори. Там він спочатку служив помічником командира з льотної підготовки, але незабаром був підвищений до командувача дивізією в листопаді 1950 року.
У 1950—1953 роках командував авіадивізією, що воювала в Північній Кореї. Пілоти його дивізії здобули 216 повітряних перемог у Кореї з квітня 1951 по лютий 1952 року, втративши лише 27 власних літаків МіГ-15 і дев'ять пілотів. На посаді командира дивізії Кожедуб пробув до 14 лютого 1955 року, коли був направлений на авіаційний факультет академії.

### Останні роки життя
У 1956 році закінчив Військову академію Генерального штабу. З 1964 року — 1-й заступник командуючого авіацією Московського Військового округу, з 1971 працював у центральному апараті ВПС, з 1978 — у групі генеральних інспекторів МО СРСР. Обирався народним депутатом Верховної Ради СРСР II—V скликань.
В 1970 р. став генерал-полковником авіації, а в 1985-му отримав погони маршала авіації.
Помер 8 серпня 1991 р. в себе на дачі у віці 71 року від серцевого нападу, за два тижні до проголошення незалежності України. Похований 12 серпня в Москві на Новодівочому цвинтарі.

## Список повітряних перемог
В офіційній радянській історіографії підсумок бойової діяльності Кожедуба виглядає як 62 літаки противника, збиті особисто. Однак недавні архівні дослідження показали, що ця цифра трохи занижена — в нагородних документах (звідки вона, власне, і була взята) з невідомих причин відсутні дві повітряні перемоги (8 червня 1944 — Messerschmitt Bf.109 і 11 квітня 1944 - PZL P.24), між тим як вони були підтверджені — офіційно занесені на особистий рахунок льотчика
| № п/п                             | Дата перемоги | Тип літака      | Місце перемоги                           |
| --------------------------------- | ------------- | --------------- | ---------------------------------------- |
| 1                                 | 06.07.1943    | Ju 87           | на захід від Завидівки                   |
| 2                                 | 07.07.1943    | Ju 87           | ст. Гостіщево                            |
| 3                                 | 09.07.1943    | Bf 109          | Красна Поляна                            |
| 4                                 | 09.07.1943    | Bf 109          | на схід від Покровки                     |
| 5                                 | 09.08.1943    | Bf 109          | Прелєстний                               |
| 6                                 | 14.08.1943    | Bf 109          | Іскрівка                                 |
| 7                                 | 14.08.1943    | Bf 109          | Коломна                                  |
| 8                                 | 16.08.1943    | Ju 87           | Рогань                                   |
| 9                                 | 22.08.1943    | Fw 190          | Люботин                                  |
| 10                                | 09.09.1943    | Bf 109          | на північ від Іскровки                   |
| 11                                | 30.09.1943    | Ju 87           | на південний захід від Бородаївки        |
| 12                                | 01.10.1943    | Ju 87           | на захід від Бородаївки                  |
| 13                                | 01.10.1943    | Ju 87           | на захід від Бородаївки                  |
| 14                                | 02.10.1943    | Bf 109          | Плоске                                   |
| 15                                | 02.10.1943    | Ju 87           | Петрівка                                 |
| 16                                | 02.10.1943    | Ju 87           | на південний захід від Андріївки         |
| 17                                | 02.10.1943    | Ju 87           | на південний захід від Андріївки         |
| 18                                | 04.10.1943    | Bf 109          | на північний захід від Бородаївки        |
| 19                                | 05.10.1943    | Bf 109          | на південний захід від Красного Кута     |
| 20                                | 05.10.1943    | Bf 109          | на захід від Куцевалівки                 |
| 21                                | 06.10.1943    | Bf 109          | Бородаївка                               |
| 22                                | 10.10.1943    | Bf 109          | Дніпрово-Кам'янка                        |
| 23                                | 12.10.1943    | Ju 87           | на північ від Плоского                   |
| 24                                | 12.10.1943    | Bf 109          | на південь від Петрівки                  |
| 25                                | 12.10.1943    | Ju 87           | на південь від Домоткані                 |
| 26                                | 29.10.1943    | Ju 87           | Кривий Ріг                               |
| 27                                | 29.10.1943    | He 111          | на захід від Будівки                     |
| 28                                | 16.01.1944    | Bf 109          | Ново-Злинка                              |
| 29                                | 30.01.1944    | Bf 109          | на схід від Нечаївки                     |
| 30                                | 30.01.1944    | Ju 87           | на захід від Липівки                     |
| 31                                | 14.03.1944    | Ju 87           | Осіївка                                  |
| 32                                | 21.03.1944    | Ju 87           | Лебедин — Шпола                          |
| 33                                | 11.04.1944    | PZL P.24        | Сирка                                    |
| 34                                | 19.04.1944    | He 111          | на північ від Ясс                        |
| 35                                | 28.04.1944    | Ju 87           | на північний схід від Вултуру            |
| 36                                | 29.04.1944    | Henschel Hs 129 | Хорлешти                                 |
| 37                                | 29.04.1944    | Henschel Hs 129 | Хорлешти                                 |
| 38                                | 03.05.1944    | Ju 87           | Тиргу Фрумос — Думбревіца                |
| 39                                | 31.05.1944    | Fw 190          | на схід від Вултуру                      |
| 40                                | 01.06.1944    | Ju 87           | Чужа Вода                                |
| 41                                | 02.06.1944    | Hs 129          | на захід від Стинка                      |
| 42                                | 03.06.1944    | Fw 190          | Редиу-Улуй — Тетер                       |
| 43                                | 03.06.1944    | Fw 190          | Редиу-Улуй — Тетер                       |
| 44                                | 03.06.1944    | Fw 190          | на північний захід від Ясс               |
| 45                                | 07.06.1944    | Bf 109          | Пирлиця                                  |
| 46                                | 08.06.1944    | Bf 109          | Кирпиці                                  |
| 47                                | 22.09.1944    | Fw 190          | на північний захід від Стренчі           |
| 48                                | 22.09.1944    | Fw 190          | на південний захід від Рамнієки — Даксти |
| 49                                | 25.09.1944    | Fw 190          | на північний захід від Вальмієра         |
| 50                                | 16.01.1945    | Fw 190          | на південь від Студзяна                  |
| 51                                | 10.02.1945    | Fw 190          | на північний захід від аеродрому «Морін» |
| 52                                | 12.02.1945    | Fw 190          | на захід від Кінітц                      |
| 53                                | 12.02.1945    | Fw 190          | на захід від Кінітц                      |
| 54                                | 12.02.1945    | Fw 190          | озеро Китцер-Зее                         |
| 55                                | 17.02.1945    | Me 262          | на схід від Альт-Фрідлянд                |
| 56                                | 19.02.1945    | Bf 109          | на північ від Фюрстенфельда              |
| 57                                | 11.03.1945    | Fw 190          | на північ від Брюнхен                    |
| 58                                | 18.03.1945    | Fw 190          | на північ від Кюстрин                    |
| 59                                | 18.03.1945    | Fw 190          | на північний захід від Кюстрин           |
| 60                                | 22.03.1945    | Fw 190          | на північ від Зеєлова                    |
| 61                                | 22.03.1945    | Fw 190          | на схід від Гузова                       |
| 62                                | 23.03.1945    | Fw 190          | станція Вербіг                           |
| 63                                | 17.04.1945    | Fw 190          | Вріцен                                   |
| 64                                | 17.04.1945    | Fw 190          | Кінітц                                   |
| Літаки союзників (винищувачі США) |               |                 |                                          |
| 65                                | квітень 1945  | Р-51            | в районі Берліна                         |
| 66                                | квітень 1945  | Р-51            | в районі Берліна                         |

## Літаки, на яких воював Кожедуб
- Ла-5
- З травня 1944 року Іван воював на Ла-5ФН (бортовий № 14)
- З серпня 1944 року — на Ла-7.

## Цікаві факти з життя військового пілота

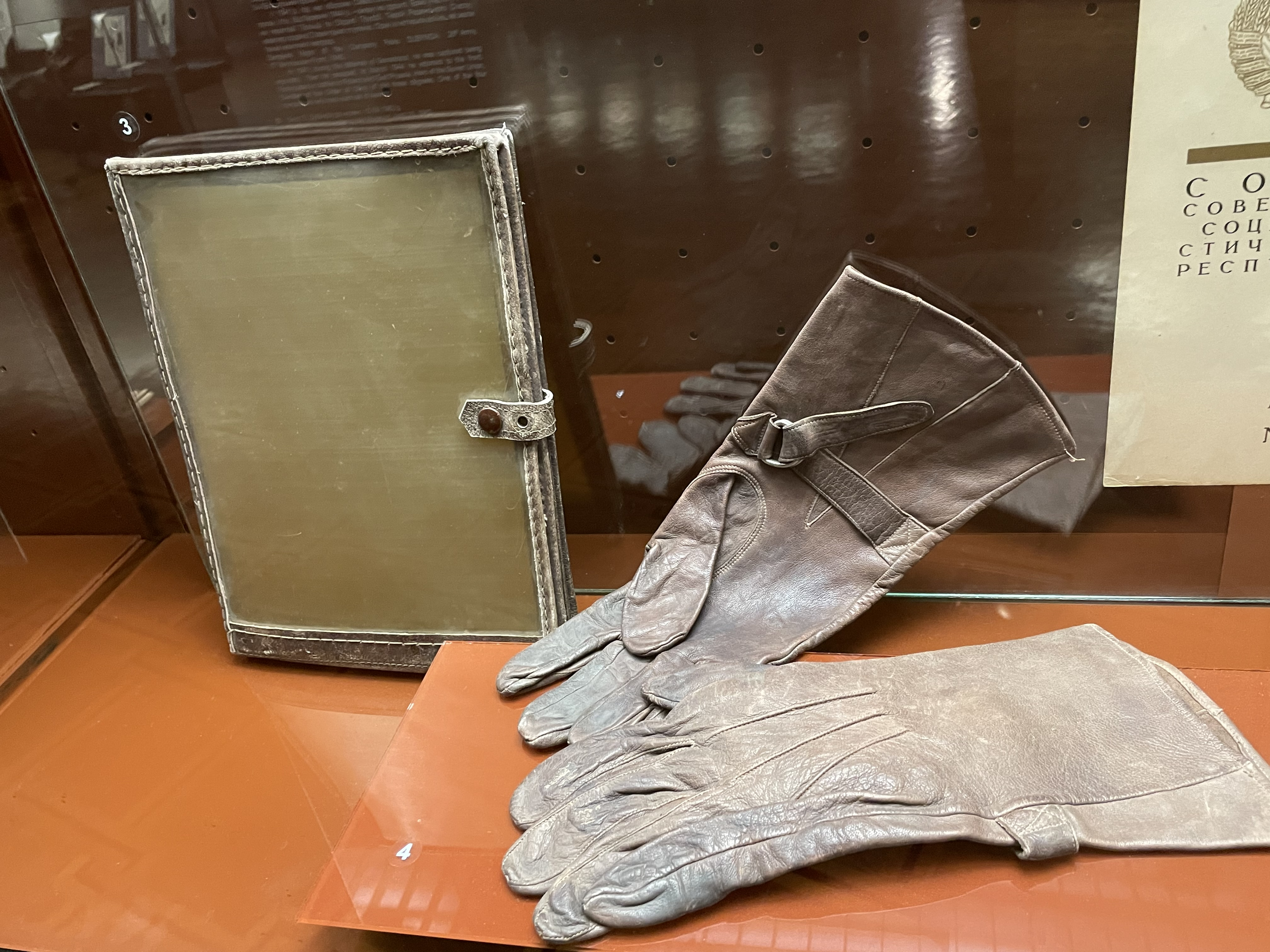
Планшет і льотні рукавиці Івана Кожедуба, 1940-ві. Національний музей історії України у Другій світовій війні, Київ

З травня 1944 року воював на Ла-5ФН, побудованому на кошти колгоспника Сталінградської області В. В. Конєва. Через кілька днів збив на ньому Ju 87. Протягом 6 наступних днів збив ще 7 літаків. Наприкінці червня він передав свій Ла-5ФН Кирилу Євстигнєєву (згодом двічі Герою Радянського Союзу), а самого Кожедуба тоді направили у навчальний полк для перепідготовки на винищувач Ла-7.
На рахунку Кожедуба є і перший в історії реактивної ери літак, збитий в повітряному бою та ще й гвинтовим літаком. Це сталося 15 лютого 1945 р. над річкою Одер. Кожедуб збив реактивний винищувач Me-262 унтер-офіцера К. Лянге з I./KG(J)54. На реактивний літак сів ас, який мав 180 збитих літаків. Генерал-полковник авіації у відставці Сергій Горєлов згадував: 
| Швидкість потужна. Доганяє. Особливо коли забаришся, а він по прямій, без маневру йде». Німецький ас шукав Кожедуба, полював на нього, але Кожедуб знайшов його скоріше. Реактивного «мессера» переграв не швидкістю, а самою лише майстерністю. У небі Франкфурта-на-Одері. На максимальній межі можливостей літаків, при величезних перевантаженнях, він із своїм веденим зайшли у хвіст «мессершмідту». Титаренко — його літак був трохи вище — відкрив вогонь першим. Ме-262 — і це була вже паніка — тікає вліво, і тут його зустрічає Кожедуб. І гордість німецького авіапрому перетворюється у вогненну кулю. |
Наприкінці війни американськими льотчиками в зоні дій радянської авіації було збито радянські винищувачі. І. М. Кожедуб вилетів і особисто підбив два американські винищувачі, які були винні у цьому акті агресії, згідно радянської історіографії. У книзі Миколи Бодріхіна «Радянські аси» наведено дещо інші обставини цього епізоду: Кожедуб відігнав від американського бомбардувальника німецьких винищувачів, які атакували його; після чого його самого атакували американські винищувачі з дуже великої дистанції. Кожедуб збив два американських літаки; судячи зі слів американського льотчика, який вижив, американці прийняли літак Кожедуба за німецький Фокке-Вульф з червоним носом літака. Можливо, що він збив 6 травня 1945 року 3 американські бомбардувальника, які зарахувати йому на свій рахунок не дозволили.
У ході Корейської війни Кожедуб командував 64 ВАК (за іншими даними, під вигаданим прізвищем Крилов він командував 324-ю дивізією винищувачів), проте в повітря йому підніматися заборонили. На думку дослідника Корейської війни Олександра Орлова, Кожедуб до американських літаків, збитих у 1945 році над Німеччиною, додав ще кілька реактивних «Сейбрів», які комдиву не зарахували, адже він не мав тоді права літати. Всього в небі Кореї дивізія під командуванням Івана Кожедуба збила 215 (за іншими даними 239) літаків військ ООН (проти Кореї, Китаю та СРСР, який у війні формально не брав участь, були розгорнуті війська під прапором ООН — США, Англії, Франції, Греції, Австралії тощо), втративши при цьому всього 27 машин (9 пілотів загинуло).

## Родина
- Батько — Микита Іларіонович Кожедуб, церковний староста. Мати — Стефанида Іванівна Кожедуб, домогосподарка[14].
- Дружина — Вероніка Миколаївна (1928 — 28 січня 2001). Познайомилися в листопаді 1945 р. Одружилися 2 січня 1946[14].
- Дочка Наталія Кожедуб (1947—1998), онук Василь Віталійович (нар. 12.01.1970), медик, працює в Москві[14].
- Син — Микита Кожедуб (25.11.1952 — 27.11.2002), капітан 3 рангу ВМФ СРСР[14]. Онучка — Анна Кожедуб[15].

## Військові звання
- Сержант (лютий 1941),
- Старший сержант (23.02.1942),
- Молодший лейтенант (15.05.1943),
- Лейтенант (05.08.1943),
- Старший лейтенант (10.11.1943),
- Капітан (24.04.1944),
- Майор (19.11.1944),
- Підполковник (20.01.1949),
- Полковник (03.01.1951),
- Генерал-майор авіації (03.08.1953),
- Генерал-лейтенант авіації (27.04.1962),
- Генерал-полковник авіації (29.04.1970),
- Маршал авіації (07.05.1985)

## Нагороди
- Тричі Герой Радянського Союзу (04.02.1944, № 1472; 19.08.1944, № 36; 18.08.1945, № 3);
- Кавалер двох орденів Леніна (04.02.1944; 21.02.1978);
- Кавалер семи орденів Червоного Прапора (22.07.1943, № 52212; 30.09.1943, № 4567; 29.03.1945, № 4108; 29.06.1945, № 756; 02.06.1951, № 122; 22.02.1968, № 23; 26.06 .1970, № 537483);
- Кавалер ордена Олександра Невського (31.07.1945, № 37500);
- Кавалер ордена Вітчизняної війни I ступеня (06.04.1985);
- Кавалер двох орденів Червоної Зірки (04.06.1955; 26.10.1955);
- Кавалер ордена «За службу Батьківщині у ЗС СРСР» II ступеня (22.02.1990);
- Кавалер ордена «За службу Батьківщині у ЗС СРСР» III ступеня (30.04.1975);
- Кавалер ордена Бойового Червоного прапора МНР;
- медалями;

## Почесні звання
- Почесний громадянин міст: Суми, Шостка, Чугуїв, Куп'янськ, Бєльці (Молдова), Калуга (Росія) та інших.

### Мапа почесних звань
- більшого розміру — міста (з підписом, якщо населення понад 25 тис. осіб);
- меншого розміру — села, селища і смт

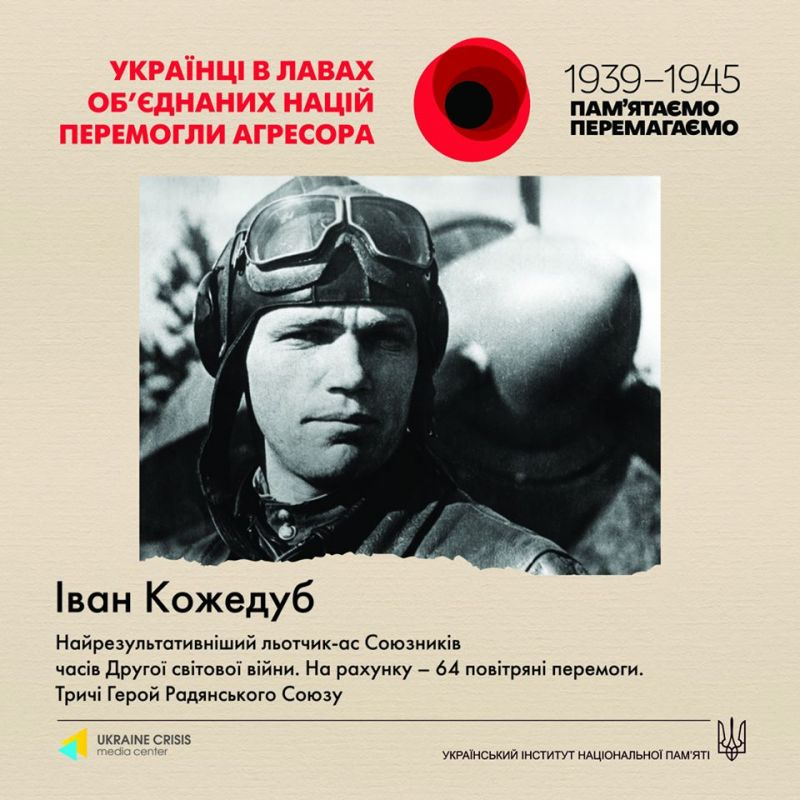
Іван Кожедуб

## Вшанування пам'яті
Ще за життя, в Новій Гвінеї випущено поштову марку з його портретом. Надалі в СРСР після смерті Кожедуба видано декілька марок із його зображенням.

### Україна
- Вулиця Івана Кожедуба у містах Біла Церква, Буча, Вінниця, Дніпро, Київ, Луцьк, Суми, Черкаси, Чугуїв, Шпола.
- Також ім'ям Івана Кожедуба названий парк в місті Суми, біля входу встановлено пам'ятник льотчику. Бронзове погруддя Кожедуба встановлене на батьківщині льотчика, у селі Ображіївка[16].
- Ім'я тричі Героя Радянського Союзу Івана Микитовича Кожедуба носить Харківський університет повітряних сил.
- Шосткинський фаховий коледж імені Івана Микитовича Кожедуба.
- 8 травня 2010 року пам'ятник Івану Кожедубу відкрито в парку Слави у Києві[17].
- 8 червня 2010 року в місті Шостка, в честь 90-річчя Івана Кожедуба, було встановлено бюст біля музею Івана Кожедуба.
- 12 листопада 2010 року пам'ятник Кожедубу був встановлений у Харкові, на території Харківського університету Повітряних Сил.
- 3 вересня 2011 року іменну назву отримав нічний швидкий поїзд № 117/118 «Іван Кожедуб» сполученням Суми — Москва (нині — скасований).
- Національний банк України у 2014 році викарбував та ввів до обігу пам'ятну монету на честь Івана Кожедуба номіналом 2 гривні.
- На будинку № 19 по вулиці, що носить ім'я льотчика в Чугуєві було встановлено анотаційну дошку та барельєф І. М. Кожедуба. Автор композиції — харківський скульптор Олександр Рідний.
- Пам'ятник тричі Герою Радянського Союзу Івану Кожедубу в Чугуєві на вулиці Харківська, який є пам'яткою історії місцевого значення за № 2508.

### Росія
- Вулиця на Південному-Сході Москви (Росія) — вулиця Маршала Кожедуба.
- Його Ла-7 (бортовий № 27) експонується в музеї ВВС в смт. Моніно.

### У кінематографі
- Про Кожедуба знятий російський документальний фільм «Таємниці століття. Дві війни Івана Кожедуба», який був присвячений 90-річчю Івана Микитовича[18].
- Є одним з головних персонажів російського документального чотирисерійного фільму «Війна в Кореї» від Star Media[19].

## Галерея

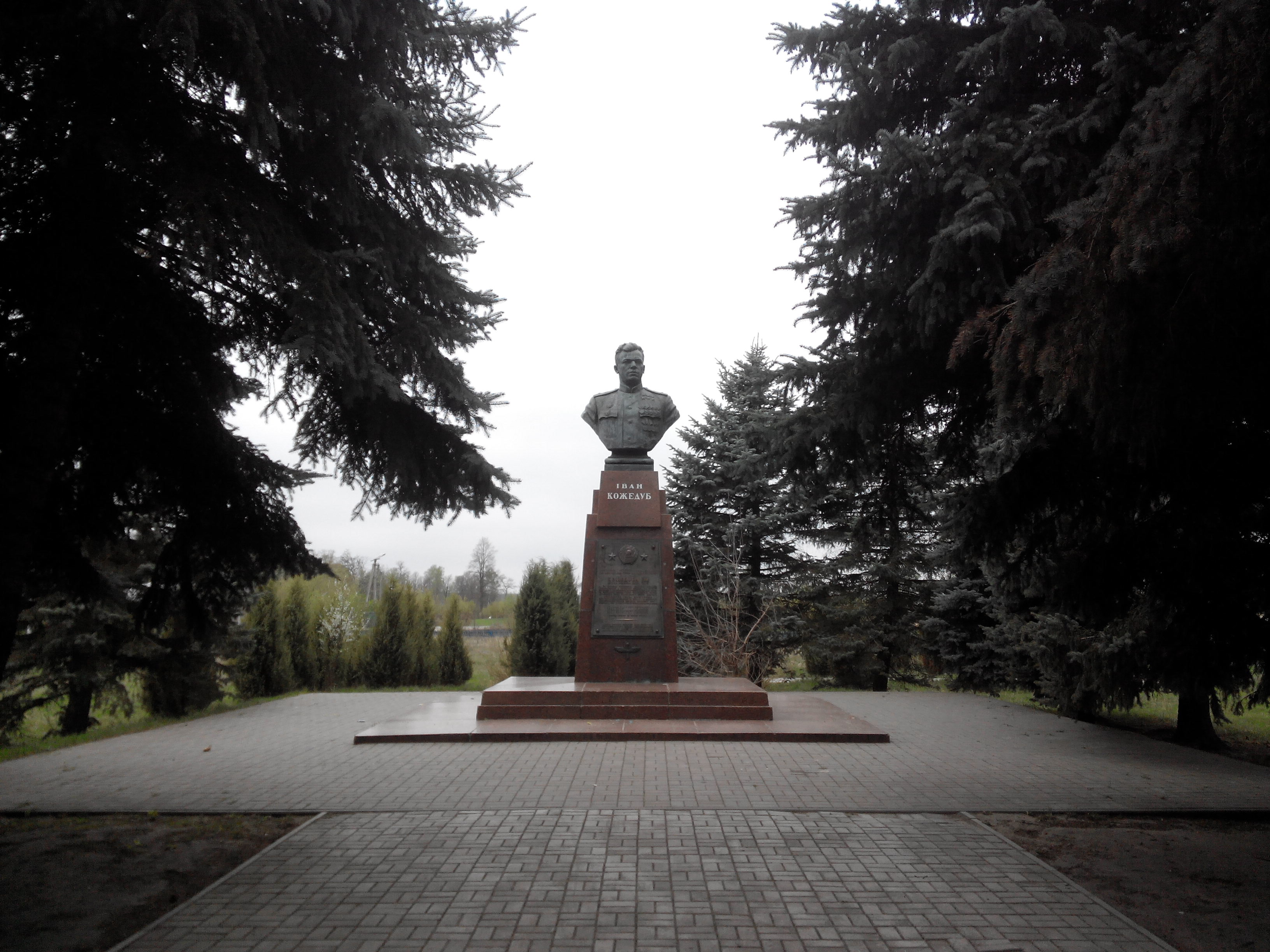
Пам'ятник Івану Кожедубу у його рідному селі Ображіївка Сумської області
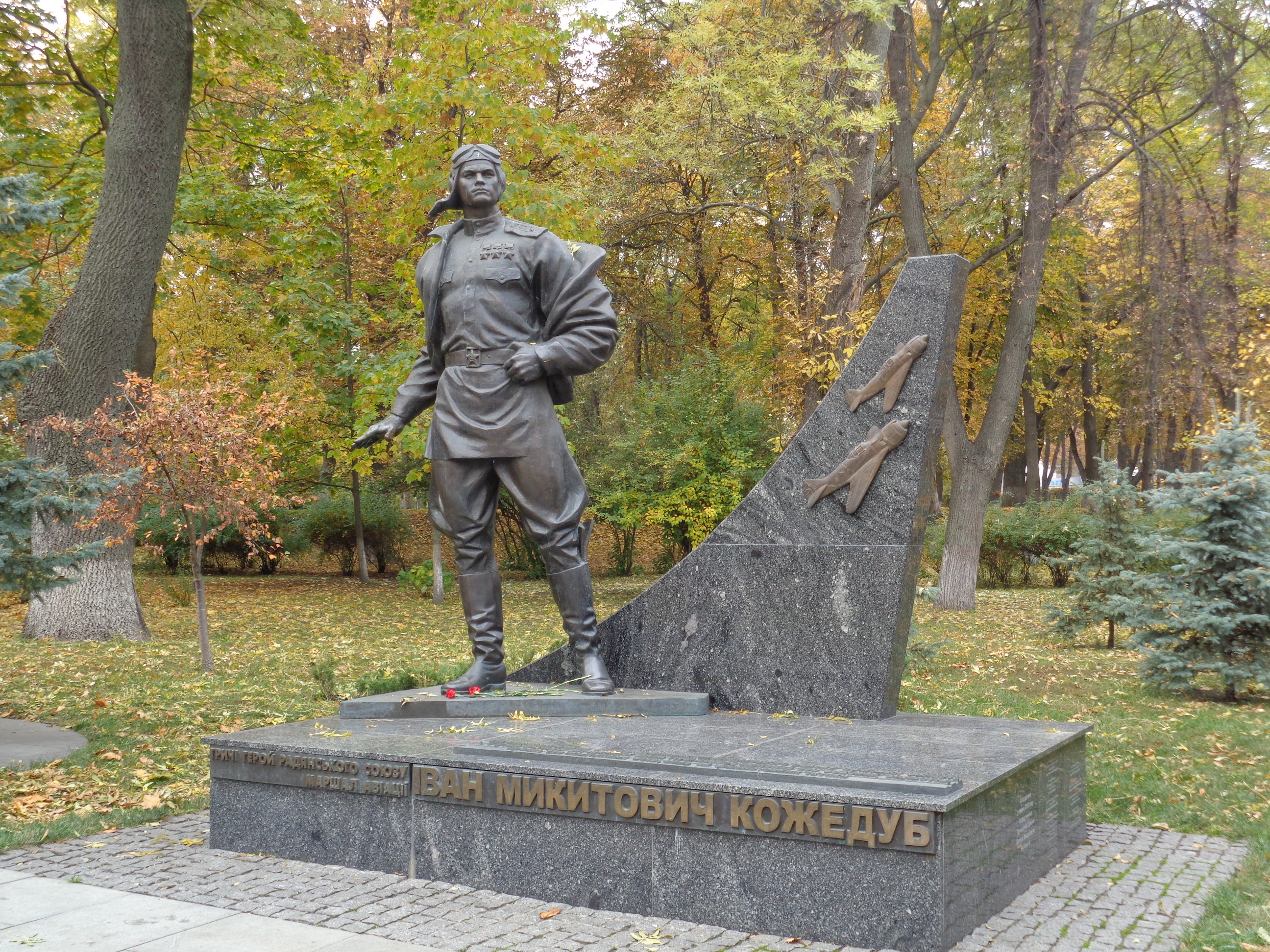
Пам'ятник Івану Кожедубу у місті Київ
Пам'ятник Іванові Кожедубу у місті Суми
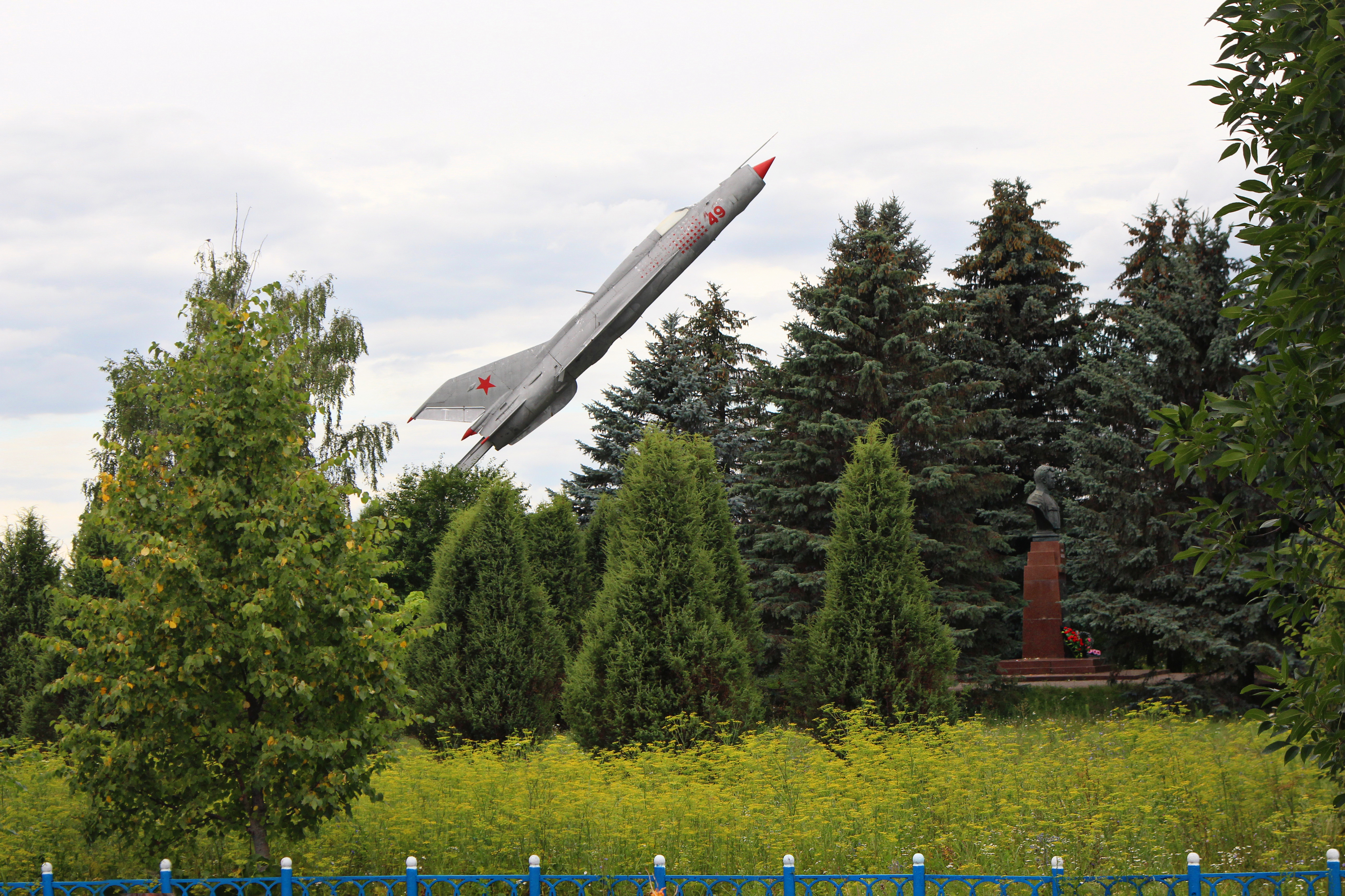
Літак МІГ-21, встановлений на честь Івана Кожедуба